# Ritzing (Francia)
Ritzing è un comune francese di 143 abitanti situato nel dipartimento della Mosella nella regione del Grand Est.

## Società

### Evoluzione demografica
Abitanti censiti